# Convector PTC

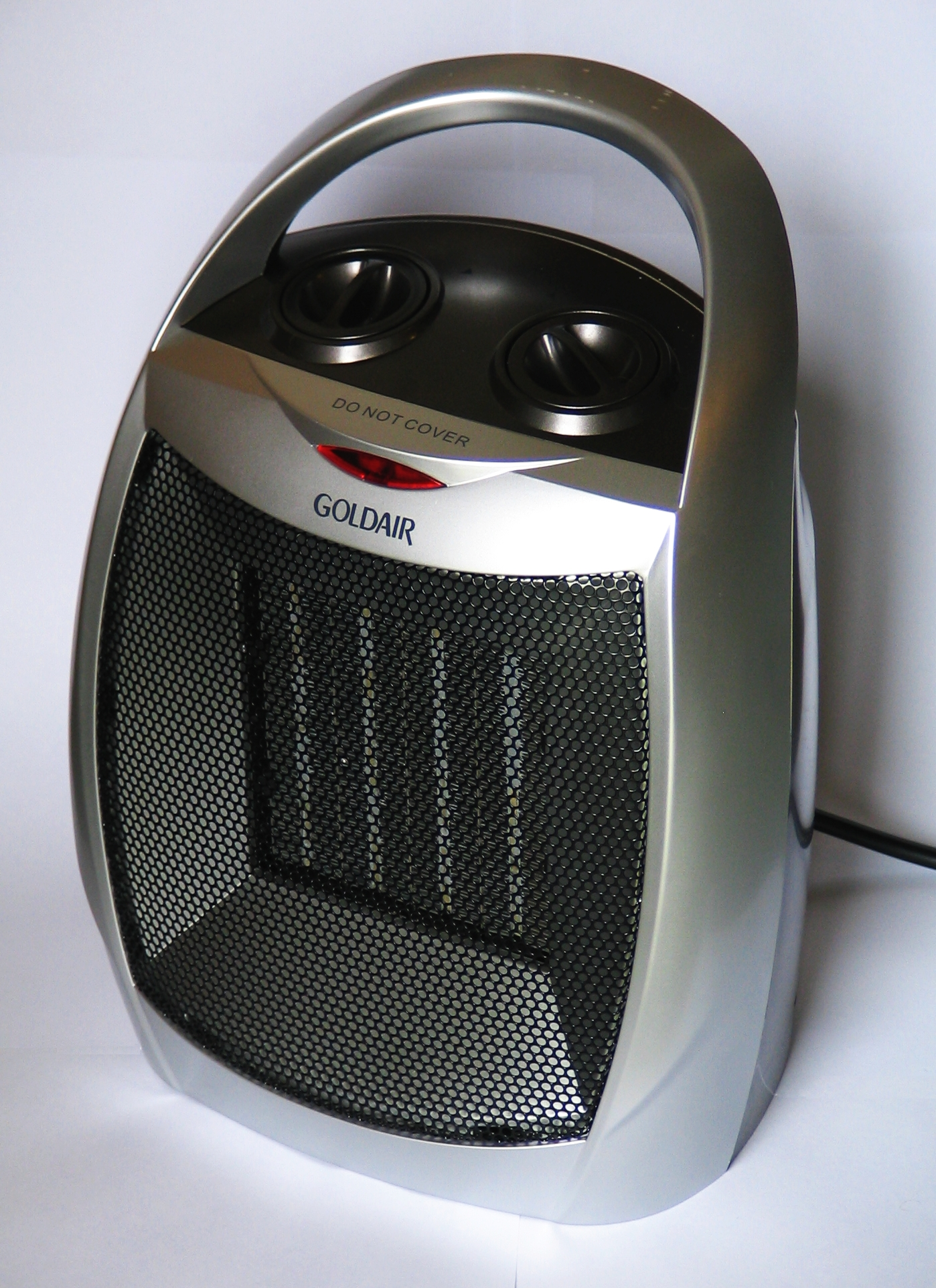
Un calefactor ceràmic Goldair de 1800 W

Un convector PTC o convector ceràmic com a producte de consum és un calefactor d'espai que genera calor mitjançant un element calefactor autoregulat amb un coeficient de temperatura positiu (PTC). Els calefactors ceràmics solen ser portàtils i s'utilitzen normalment per escalfar una habitació o una petita oficina, i són d'utilitat similar als calefactors de ventilador amb calefactors d'aliatge

## Principi calefactor
L'element ceràmic PTC és semiconductor i quan se li aplica tensió, la potència disminueix ràpidament a mesura que arriba a una determinada temperatura segons la composició particular de la ceràmica. Els elements ceràmics estan en contacte directe amb l'alumini, escalfant així les aletes. Un ventilador bufa aire amb diferents velocitats a través de dites aletes subministrant diferents cabdals d'aire calent segons la posició d'un commutador.

## Diferències amb altres calefactors elèctrics
Els elements calefactors elèctrics fets de cable de resistència també tenen un coeficient de temperatura positiu, però no augmenten prou la seva resistència com per autoregular-se; normalment s'utilitzen amb els cables al roig incandescent. El calefactor ceràmic, en canvi, augmenta bruscament la seva resistència a la temperatura de Curie dels components cristal·lins, normalment 120 graus centígrads, i es manté per sota dels 200 graus centígrads, proporcionant un avantatge de seguretat important. Al mateix temps, els calefactors ceràmics també tenen termòstats que encenen i apaguen l'alimentació de la matriu PTC en resposta a la temperatura de l'habitació, com altres tipus de calefactors.

## Història
Els venedors de calefactors van oferir per primera vegada calefactors ceràmics el 1986. El 1989, aproximadament el vint per cent dels calefactors domèstics portàtils venuts als EUA eren calefactors ceràmics.

## Tipus d'element calefactor
El d'aleta de ceràmica és un dels tipus d'element calefactor utilitzat en aquest tipus de calefactor. Aquestes unitats contenen un bloc sòlid de material ceràmic amb aletes metàl·liques acoblades. Un corrent elèctric fa escalfar el bloc PTC, que al seu torn escalfa les aletes. A continuació, les aletes escalfen l'aire a mesura que passa per elles. En un altre tipus d'element calefactors, el de disc de niu d'abella, el bloc de ceràmica està perforat amb nombrosos forats. L'aire s'escalfa a mesura que flueix pels forats. No calen aletes per als elements calefactors de disc de bresca.

## Crítica
A la dècada de 1980, alguns fabricants feien afirmacions publicitàries que crítics com l'escriptor del New York Times Matthew L. Wald trobaven dubtoses. En particular, els fabricants afirmaven que els calefactors ceràmics produïen més calor que els convencionals, fins i tot tenint la mateixa potència calorífica.
La Unió de Consumidors no ha trobat diferències significatives entre els calefactors ceràmics i els convencionals. Tanmateix, a la seva revisió de 1989, l'organització de proves va tractar els calefactors ceràmics com una categoria separada, com a resposta a les afirmacions dels fabricants. L'única diferència significativa que va trobar va ser que els calefactors ceràmics eren substancialment més cars. Com a categoria, els calefactors convencionals que va provar aquell any van superar lleugerament els calefactors ceràmics en les àrees d'escalfament uniforme de totes les parts d'una habitació i mantenint l'habitació a una temperatura constant. La Consumers Union va trobar que la característica dels calefactors ceràmics de reduir dràsticament la producció de calor quan es bloquejava el flux d'aire era una característica de seguretat útil. Tanmateix, va trobar que els interruptors de captació i els sensors de protecció contra el sobreescalfament inclosos en molts calefactors convencionals també proporcionaven una bona seguretat.